# Cerambyx bifasciatus
Cerambyx bifasciatus är en skalbaggsart som beskrevs av Carl von Linné 1767. Cerambyx bifasciatus ingår i släktet ekbockar, och familjen långhorningar. Inga underarter finns listade.